# Svetovno prvenstvo v nogometu 2010 - kvalifikacije
Kvalifikacije za Svetovno prvenstvo v nogometu 2010 je bil skupek nogometnih turnirjev pod okriljem posameznih konfederacij krovne nogometne zveze FIFE. Cilj turnirjev je bil določiti 32 ekip za Svetovno prvenstvo 2010 v Južni Afriki (oziroma 31, ker je bila Južna Afrika na prvenstvo kot gostiteljica uvrščena neposredno). Vsaki od konfederacij - AFC (Azija), CAF (Afrika), CONCACAF (Severna, Srednja Amerika in Karibi), CONMEBOL (Južna Amerika), OFC (Oceanija) in UEFA (Evropa) - je pripadel določen delež od skupno 32 mest. Skupaj je v kvalifikacijskem ciklusu sodelovalo 205 reprezentanc (vključena tudi Južna Afrika). Prve kvalifikacijske tekme so bile odigrane 25. avgusta 2007, zadnje pa 18. novembra 2009. Skupaj so na 852 kvalifikacijskih tekmah igralci dali 2337 zadetkov (povprečno 2,76 na tekmo).

## Sodelujoče države
Do 15. marca 2007 je sodelovanje v kvalifikacijah potrdilo 204 nacionalnih nogometnih zvez: 203 izmed takratnih 207 članic Fife in Črna gora, ki je kasneje postala 208. članica Fife. V to kvoto je zajeta tudi JAR, ki je prav tako odigrala kvalifikacije, saj le te štele tudi za preboj na Afriški pokal narodov 2010. Končna številka sodelujočih reprezentanc je tako presegla predhodni rekord 199 reprezentanc, kolikor se jih je udeležilo kvalifikacij za Svetovno prvenstvo 2002. Za kvalifikacije se do 15. marca 2007 ni uspelo registrirati štirim članicam Fife: Butanu, Bruneju, Laosu in Filipinom.
Do konca zbiranja prijav in registracijskega postopka se je tekovamnju uspelo naknadno priključiti Butanu, medtem ko so prošnji Bruneja in Filipinov zavrnili.
Sredi kvalifikacij je sicer pet reprezentanc odpovedalo nastope, brez da bi odigrali eno samo srečanje. To so bile naslednje reprezentance: Butan, Srednjeafriška republika, Eritreja, Guam in Sveti Tomaž in Princ. Prav tako je rok za registracijski postopek za Južnopacifiške igre (ki so pomenile tudi uvodni krog kvalifikacij) zamudila Papua Nova Gvineja, ki nato v kvalifikacijah ni več sodelovala.

## Kvalificirane države
Na prvenstvo se je uvstilo naslednjih 32 reprezentanc:
| Država             | Kvalificirana kot                                    | Datum zagotovitve mesta | Št. nastopov | Zadnji nastop | Najboljši rezultat                      | Mesto na FIFA lestvici1 |
| ------------------ | ---------------------------------------------------- | ----------------------- | ------------ | ------------- | --------------------------------------- | ----------------------- |
| Južna Afrika       | Gostiteljica                                         | 15. maj 2004            | 3.           | 2002          | Skupinski del (1998, 2002)              | 85.                     |
| Avstralija         | AFC 4. krog, Skupina A Zmagovalec                    | 6. junij 2009           | 3.           | 2006          | Osmina finala (2006)                    | 24.                     |
| Japonska           | AFC 4. krog, Skupina A Drugouvrščeni                 | 6. junij 2009           | 4.           | 2006          | Osmina finala (2002)                    | 40.                     |
| Južna Koreja       | AFC 4. krog, Skupina B Zmagovalec                    | 6. junij 2009           | 8.           | 2006          | 4. mesto (2002)                         | 48.                     |
| Nizozemska         | UEFA, Skupina 9 Zmagovalec                           | 6. junij 2009           | 9.           | 2006          | 2. mesto (1974, 1978)                   | 3.                      |
| Severna Koreja     | AFC 4. krog, Skupina B Druouvrščeni                  | 17. junij 2009          | 2.           | 1966          | Četrtfinale (1966)                      | 91.                     |
| Brazilija          | CONMEBOL Zmagovalec                                  | 5. september 2009       | 19.          | 2006          | 1. mesto (1958, 1962, 1970, 1994, 2002) | 1.                      |
| Gana               | CAF 3. krog, Skupina D Zmagovalec                    | 6. september 2009       | 2.           | 2006          | Osmina finala (2006)                    | 38.                     |
| Anglija            | UEFA, Skupina 6 Zmagovalec                           | 9. september 2009       | 13.          | 2006          | 1. mesto (1966)                         | 7.                      |
| Španija            | UEFA, Skupina 5 Zmagovalec                           | 9. september 2009       | 13.          | 2006          | 4. mesto (1950)                         | 2.                      |
| Paragvaj           | CONMEBOL Tretje mesto                                | 9. september 2009       | 8.           | 2006          | Osmina finala (1986, 1998, 2002)        | 21.                     |
| Slonokoščena obala | CAF 3. krog, Skupina E Zmagovalec                    | 10. oktober 2009        | 2.           | 2006          | Skupinski del (2006)                    | 19.                     |
| Nemčija            | UEFA, Skupina 4 Zmagovalec                           | 10. oktober 2009        | 17. 2        | 2006          | 1. mesto (1954, 1974, 1990)             | 5.                      |
| Danska             | UEFA, Skupina 1 Zmagovalec                           | 10. oktober 2009        | 4.           | 2002          | Četrtfinale (1998)                      | 27.                     |
| Srbija             | UEFA, Skupina 7 Zmagovalec                           | 10. oktober 2009        | 11. 3        | 2006          | 4. mesto (19305, 1962)                  | 20.                     |
| Italija            | UEFA, Skupina 8 Zmagovalec                           | 10. oktober 2009        | 17.          | 2006          | 1. mesto (1934, 1938, 1982, 2006)       | 4.                      |
| Čile               | CONMEBOL Drugouvrščeni                               | 10. oktober 2009        | 8.           | 1998          | 3. mesto (1962)                         | 17.                     |
| ZDA                | CONCACAF 4. krog Zmagovalec                          | 10. oktober 2009        | 9.           | 2006          | 3. mesto (1930)5                        | 11.                     |
| Mehika             | CONCACAF 4. krog Drugouvrščeni                       | 10. oktober 2009        | 14.          | 2006          | Četrtfinale (1970, 1986)                | 18.                     |
| Švica              | UEFA, Skupina 2 Zmagovalec                           | 14. oktober 2009        | 9.           | 2006          | Četrtfinale (1934, 1938, 1954)          | 13.                     |
| Slovaška           | UEFA, Skupina 3 Zmagovalec                           | 14. oktober 2009        | 9. 4         | 1990          | 2. mesto (1934, 1962)                   | 33.                     |
| Argentina          | CONMEBOL Četrto mesto                                | 14. oktober 2009        | 15.          | 2006          | 1. mesto (1978, 1986)                   | 6.                      |
| Honduras           | CONCACAF 4. krog Tretje mesto                        | 14. oktober 2009        | 2.           | 1982          | Skupinski del (1982)                    | 35.                     |
| Nova Zelandija     | OFC v AFC Dodatne kvalifikacije Zmagovalec           | 14. november 2009       | 2.           | 1982          | Skupinski del (1982)                    | 83.                     |
| Nigerija           | CAF 3. krog, Skupina B Zmagovalec                    | 14. november 2009       | 4.           | 2002          | Osmina finala (1994, 1998)              | 32.                     |
| Kamerun            | CAF 3. krog, Skupina A Zmagovalec                    | 14. november 2009       | 6.           | 2002          | Četrtfinale (1990)                      | 14.                     |
| Alžirija           | CAF 3. krog, Skupina C Zmagovalec                    | 18. november 2009       | 3.           | 1986          | Skupinski del (1982, 1986)              | 29.                     |
| Grčija             | UEFA Dodatne kvalifikacije Zmagovalec                | 18. november 2009       | 2.           | 1994          | Skupinski del (1994)                    | 16.                     |
| Slovenija          | UEFA Dodatne kvalifikacije Zmagovalec                | 18. november 2009       | 2.           | 2002          | Skupinski del (2002)                    | 49.                     |
| Portugalska        | UEFA Dodatne kvalifikacije Zmagovalec                | 18. november 2009       | 5.           | 2006          | 3. mesto (1966)                         | 10.                     |
| Francija           | UEFA Dodatne kvalifikacije Zmagovalec                | 18. november 2009       | 13.          | 2006          | 1. mesto (1998)                         | 9.                      |
| Urugvaj            | CONMEBOL v CONCACAF Dodatne kvalifikacije Zmagovalec | 18. november 2009       | 11.          | 2002          | 1. mesto (1930, 1950)                   | 25.                     |

1.^  Stolpec prikazuje uvrstitve reprezentanc na FIFA lestvici dne 16. oktobra 2009. Stanje s tega dne so kasneje uporabili tudi pri žrebu skupin.
2.^  Nemčija je med letoma 1951 in 1990 na velikih tekmovanjih nastopala pod imenom Zahodna Nemčija. Nemška država je bila v tistem času razdeljena na Zahodno in Vzhodno Nemčijo in po dogovoru se dandanes za nogometno predhodnico Nemčije obravnava Zahodno Nemčijo.
3.^  Srbija je na velikih tekmovanjih nastopala pod različnimi imeni: Jugoslavija (1930-1938), SFR Jugoslavija (1950-1990), ZR Jugoslavija (1992-1998) in Srbija in Črna gora (2006). Nastop na Svetovnem prvenstvu 2010 je bil tako prvi pod imenom Srbija.
4.^  Slovaška je med letoma 1934 in 1990 na velikih tekmovanjih sodelovala kot del Češkoslovaške, tokratni nastop pa je njen prvi pod imenom Slovaška.
5.^  Leta 1930 se na prvenstvu ni igralo tekme za 3. mesto, s čimer sta tako ZDA kot Jugoslavija tekmovanje končali kot polfinalistki. Fifa vseeno v svojih evidencah navaja ZDA kot tretje- in Jugoslavijo kot četrtouvrščeno.

## Kvalifikacijski proces
Kvalifikacije so se začele avgusta 2007 in se zaključile novembra 2009. 
Žreb kvalifikacijskih skupin za OFC je naposled potekal v Aucklandu, Nova Zelandija, v začetku junija. Izžrebane skupine za Azijske in Afriške kvalifikacije so izdali avgusta. 
31 prostih mest so pri FIFI med konfederacije razdelili po naslednjem ključu:
- Evropa (UEFA): 13 mest
- Afrika (CAF): 5 mest (+ Južna Afrika; skupno 6 mest)
- Južna Amerika (CONMEBOL): 4 ali 5 mest
- Azija (AFC): 4 ali 5 mest
- Severna, Srednja Amerika in Karibi (CONCACAF): 3 ali 4 mesta
- Oceanija (OFC): 0 ali 1 mesto

UEFA in CAF sta imeli zagotovljeno število mest, število mest ostalih konfederacij je bilo odvisno od internih med-konfederacijskih kvalifikacij (CONCACAF 4. mesto v CONMEBOL 5. mesto; AFC 5. mesto v OFC zmagovalec).
| Konfederacija | Št. ekip v kvalifikacijah | Izločene ekipe | Kvalificirane ekipe |
| ------------- | ------------------------- | -------------- | ------------------- |
| UEFA          | 53                        | 40             | 13                  |
| CAF           | 52+1                      | 47             | 5+1                 |
| CONCACAF      | 35                        | 32             | 3                   |
| CONMEBOL      | 10                        | 5              | 5                   |
| AFC           | 43                        | 39             | 4                   |
| OFC           | 10                        | 9              | 1                   |
| Skupaj        | 203+1                     | 172            | 31+1                |

### Kriteriji
Za kvalifikacijski ciklus Svetovnega prvenstva je bila metoda za ločevanje po točkah izenačenih reprezentanc enaka kot za vse konfederacije, tako je določila FIFA sama.
Če so ekipe izenačene po točkah v skupini, se ekipe razdelijo po naslednjih merilih:  
1. boljša gol razlika iz vseh tekem skupine
2. večje število zadetih golov iz vseh tekem skupine
3. večje število točk, dobljenih iz tekem med izenačenima/i reprezentancama/i
4. boljša gol razlika iz tekem med izenačenima/i reprezentancama/i
5. večje število zadetih golov iz tekem med izenačenima/i reprezentancama/i
6. žreb ali dodatne kvalifikacije (z dovoljenjem FIFE)

## Kvalifikacije po konfederacijah

### Afrika (CAF)
Za podrobne podatke o tej temi glej en:2010 FIFA World Cup qualification (CAF).
(53 ekip je tekmovalo za 5 mest, gostiteljica Južna Afrika je zasedla 6. mesto)

#### Končna pozicija (Tretji krog)
Za podrobne podatke o tej temi glej en:2010 FIFA World Cup qualification - CAF Third Round.
| Legenda                                                    |
| ---------------------------------------------------------- |
| Države kvalificirane za Svetovno prvenstvo v nogometu 2010 |

| POZ | Ekipa   | ŠT | Točke |
| --- | ------- | -- | ----- |
| 1   | Kamerun | 6  | 13    |
| 2   | Gabon   | 6  | 9     |
| 3   | Togo    | 6  | 8     |
| 4   | Maroko  | 6  | 3     |

| POZ | Ekipa    | ŠT | Točke |
| --- | -------- | -- | ----- |
| 1   | Nigerija | 6  | 12    |
| 2   | Tunizija | 6  | 11    |
| 3   | Mozambik | 6  | 7     |
| 4   | Kenija   | 6  | 3     |

| POZ | Ekipa    | ŠT | Točke |
| --- | -------- | -- | ----- |
| 1   | Alžirija | 6  | 13    |
| 2   | Egipt    | 6  | 13    |
| 3   | Zambija  | 6  | 5     |
| 4   | Ruanda   | 6  | 2     |

| POZ | Ekipa | ŠT | Točke |
| --- | ----- | -- | ----- |
| 1   | Gana  | 6  | 13    |
| 2   | Benin | 6  | 10    |
| 3   | Mali  | 6  | 9     |
| 4   | Sudan | 6  | 1     |

| POZ | Ekipa              | ŠT | Točke |
| --- | ------------------ | -- | ----- |
| 1   | Slonokoščena obala | 6  | 16    |
| 2   | Burkina Faso       | 6  | 12    |
| 3   | Malavi             | 6  | 4     |
| 4   | Gvineja            | 6  | 3     |

V Skupini C sta Alžirija in Egipt končali z enakim številom točk in enakim medsebojnim izkupičkom tekem. Zato so odigrakli še eno tekmo 18. novembra v Sudanu, ki je odločala, katera ekipa se bo na Svetovno prvenstvo 2010. Z 1–0 je to bila Alžirija.

### Azija (AFC)
Za podrobne podatke o tej temi glej en:2010 FIFA World Cup qualification (AFC).
(43 ekip je tekmovlo za 4 ali 5 mest)

#### Končna pozicija (Četrti krog)
Za podrobne podatke o tej temi glej en:2010 FIFA World Cup qualification - AFC Fourth Round.
| Legend                                                           |
| ---------------------------------------------------------------- |
| Države neposredno uvrščene na Svetovno prvenstvo v nogometu 2010 |
| Države napredovale v AFC dodatne kvalifikacije                   |

| POZ | Ekipa      | ŠT | Točke |
| --- | ---------- | -- | ----- |
| 1   | Avstralija | 8  | 20    |
| 2   | Japonska   | 8  | 15    |
| 3   | Bahrajn    | 8  | 10    |
| 4   | Katar      | 8  | 6     |
| 5   | Uzbekistan | 8  | 4     |

| POZ | Ekipa                    | ŠT | Točke |
| --- | ------------------------ | -- | ----- |
| 1   | Južna Koreja             | 8  | 16    |
| 2   | Severna Koreja           | 8  | 12    |
| 3   | Saudova Arabija          | 8  | 12    |
| 4   | Iran                     | 8  | 11    |
| 5   | Združeni arabski emirati | 8  | 1     |

#### Dodatne kvalifikacije za 5. mesto (Peti krog)
| Ekipa 1 | Skupni rezultat | Ekipa 2         | 1. tekma | 2. tekma |
| ------- | --------------- | --------------- | -------- | -------- |
| Bahrajn | 2–2             | Saudova Arabija | 0–0      | 2–2      |

S skupnim izidom 2–2 je v med-konfederacijske kvalifikacije AFC v OFC napredoval Bahrajn, kjer se je pomeril z Novo Zelandijo.  

### Evropa (UEFA)
Za podrobne podatke o tej temi glej en:2010 FIFA World Cup qualification (UEFA).
(53 ekip je tekmovalo za 13 mest)

#### Končna pozicija
| Legenda                                                          |
| ---------------------------------------------------------------- |
| Države neposredno uvrščene na Svetovno prvenstvo v nogometu 2010 |
| Države napredovale v Drugi krog                                  |

| POZ | Ekipa       | ŠT | Točke |
| --- | ----------- | -- | ----- |
| 1   | Danska      | 10 | 21    |
| 2   | Portugalska | 10 | 19    |
| 3   | Švedska     | 10 | 18    |
| 4   | Madžarska   | 10 | 16    |
| 5   | Albanija    | 10 | 7     |
| 6   | Malta       | 10 | 1     |

| POZ | Ekipa      | ŠT | Točke |
| --- | ---------- | -- | ----- |
| 1   | Švica      | 10 | 21    |
| 2   | Grčija     | 10 | 20    |
| 3   | Latvija    | 10 | 17    |
| 4   | Izrael     | 10 | 16    |
| 5   | Luksemburg | 10 | 5     |
| 6   | Moldavija  | 10 | 3     |

| POZ | Ekipa         | ŠT | Točke |
| --- | ------------- | -- | ----- |
| 1   | Slovaška      | 10 | 22    |
| 2   | Slovenija     | 10 | 20    |
| 3   | Češka         | 10 | 16    |
| 4   | Severna Irska | 10 | 15    |
| 5   | Poljska       | 10 | 11    |
| 6   | San Marino    | 10 | 0     |

| POZ | Ekipa       | ŠT | Točke |
| --- | ----------- | -- | ----- |
| 1   | Nemčija     | 10 | 26    |
| 2   | Rusija      | 10 | 22    |
| 3   | Finska      | 10 | 18    |
| 4   | Wales       | 10 | 12    |
| 5   | Azerbajdžan | 10 | 5     |
| 6   | Lihtenštajn | 10 | 2     |

| POZ | Ekipa                | ŠT | Točke |
| --- | -------------------- | -- | ----- |
| 1   | Španija              | 10 | 30    |
| 2   | Bosna in Hercegovina | 10 | 19    |
| 3   | Turčija              | 10 | 15    |
| 4   | Belgija              | 10 | 10    |
| 5   | Estonija             | 10 | 8     |
| 6   | Armenija             | 10 | 4     |

| POZ | Ekipa      | ŠT | Točke |
| --- | ---------- | -- | ----- |
| 1   | Anglija    | 10 | 27    |
| 2   | Ukrajina   | 10 | 21    |
| 3   | Hrvaška    | 10 | 20    |
| 4   | Belorusija | 10 | 13    |
| 5   | Kazahstan  | 10 | 6     |
| 6   | Andora     | 10 | 0     |

| POZ | Ekipa        | ŠT | Točke |
| --- | ------------ | -- | ----- |
| 1   | Srbija       | 10 | 22    |
| 2   | Francija     | 10 | 21    |
| 3   | Avstrija     | 10 | 14    |
| 4   | Litva        | 10 | 12    |
| 5   | Romunija     | 10 | 12    |
| 6   | Ferski otoki | 10 | 4     |

| POZ | Ekipa     | ŠT | Točke |
| --- | --------- | -- | ----- |
| 1   | Italija   | 10 | 24    |
| 2   | Irska     | 10 | 18    |
| 3   | Bolgarija | 10 | 14    |
| 4   | Ciper     | 10 | 9     |
| 5   | Črna gora | 10 | 9     |
| 6   | Gruzija   | 10 | 3     |

| POZ | Ekipa      | ŠT | Točke |
| --- | ---------- | -- | ----- |
| 1   | Nizozemska | 10 | 24    |
| 2   | Norveška   | 10 | 10    |
| 3   | Škotska    | 10 | 10    |
| 4   | Makedonija | 10 | 7     |
| 5   | Islandija  | 10 | 5     |

#### Drugi krog
Za podrobne podatke o tej temi glej en:2010 FIFA World Cup qualification - UEFA Second Round.
Drugi krog kvalifikacij je bil potreben za najboljših osem drugouvrščenih reprezentanc. Ker je imela ena skupina eno reprezentanco manj, se tekme proti šestouvrščeni reprezentanci iz skupine pri tej lestvici niso upoštevale. 
| Legenda                                    |
| ------------------------------------------ |
| Države napredovale v dodatne kvalifikacije |

| POZ | Skupina | Ekipa                | ŠT | Točke |
| --- | ------- | -------------------- | -- | ----- |
| 1   | 4       | Rusija               | 8  | 16    |
| 2   | 2       | Grčija               | 8  | 16    |
| 3   | 6       | Ukrajina             | 8  | 15    |
| 4   | 7       | Francija             | 8  | 15    |
| 5   | 3       | Slovenija            | 8  | 14    |
| 6   | 5       | Bosna in Hercegovina | 8  | 13    |
| 7   | 1       | Portugalska          | 8  | 13    |
| 8   | 8       | Irska                | 8  | 12    |
| 9   | 9       | Norveška             | 8  | 10    |

Žreb za drugi krog dodatnih kvalifikacij je potekal 19. oktobra v Zürichu. Tekme so igrali 14. in 18. novembra 2009. Osem ekip je bilo razdeljenih v dva kakovostna bobna. Z ločenim žrebom so tudi določili, kdo je gostil prvo tekmo.
| Ekipa 1     | Skupni rezultat    | Ekipa 2              | 1. tekma | 2. tekma        |
| ----------- | ------------------ | -------------------- | -------- | --------------- |
| Irska       | 1–2                | Francija             | 0–1      | 1–1 (podaljšek) |
| Portugalska | 2–0                | Bosna in Hercegovina | 0–0      | 0–0             |
| Grčija      | 1–0                | Ukrajina             | 0–0      | 1–0             |
| Rusija      | 2–2 (gol v gosteh) | Slovenija            | 2–2      | 0–1             |

Francija, Portugalska, Grčija in Slovenija so se uvrstili na Svetovno prvenstvo v nogometu 2010.

### Severna, Srednja Amerika in Karibi (CONCACAF)
Za podrobne podatke o tej temi glej en:2010 FIFA World Cup qualification (CONCACAF).
(35 ekip je tekmovalo za 3 ali 4 mesta)

#### Končna pozicija (Četrti krog)
Za podrobne podatke o tej temi glej en:2010 FIFA World Cup qualification - CONCACAF Fourth Round.
| Legenda                                                          |
| ---------------------------------------------------------------- |
| Države neposredno uvrščene na Svetovno prvenstvo v nogometu 2010 |
| Država napredovala v CONCACAF v CONMEBOL dodatne kvalifikacije   |

| POZ | Ekipa              | ŠT | Točke |
| --- | ------------------ | -- | ----- |
| 1   | ZDA                | 10 | 20    |
| 2   | Mehika             | 10 | 19    |
| 3   | Honduras           | 10 | 16    |
| 4   | Kostarika          | 10 | 16    |
| 5   | Salvador           | 10 | 8     |
| 6   | Trinidad in Tobago | 10 | 6     |

Honduras je napredoval zaradi boljše razlike v golih. Kostarika pa seje pomerila v CONCACAF v CONMEBOL med-konfederacijskih kvalifikacijah.

### Oceanija (OFC)
Za podrobne podatke o tej temi glej en:2010 FIFA World Cup qualification (OFC).
(10 ekip je tekmovalo za 0 ali 1 mesto)

#### Končna pozicija (Drugi krog)
Za podrobne podatke o tej temi glej en:2008 OFC Nations Cup.
| POZ | Ekipa           | ŠT | Točke |
| --- | --------------- | -- | ----- |
| 1   | Nova Zelandija  | 10 | 20    |
| 2   | Nova Kaledonija | 10 | 19    |
| 3   | Fidži           | 10 | 16    |
| 4   | Vanuatu         | 10 | 16    |

Nova Zelandija je napredovala v AFC v OFC med-konfederacisjke kvalifikacije, kjer se je pomerila proti Bahrajnu, peto uvrščeni ekipi AFC turnirja.

### Južna Amerika (CONMEBOL)
Za podrobne podatke o tej temi glej en:2010 FIFA World Cup qualification (CONMEBOL).
(10 ekip je tekmovalo za 4 ali 5 mest)

#### Končna pozicija
| Legenda                                                          |
| ---------------------------------------------------------------- |
| Države neposredno uvrščene na Svetovno prvenstvo v nogometu 2010 |
| Država napredovala v CONCACAF v CONMEBOL dodatne kvalifikacije   |

| POZ | Ekipa     | ŠT | Točke |
| --- | --------- | -- | ----- |
| 1   | Brazilija | 18 | 34    |
| 2   | Čile      | 18 | 33    |
| 3   | Paragvaj  | 18 | 33    |
| 4   | Argentina | 18 | 28    |
| 5   | Urugvaj   | 18 | 24    |
| 6   | Ekvador   | 18 | 23    |
| 7   | Kolumbija | 18 | 23    |
| 8   | Venezuela | 18 | 22    |
| 9   | Bolivija  | 18 | 15    |
| 10  | Peru      | 18 | 13    |

## Med-konfederacijske kvalifikacije
Za podrobne podatke o tej temi glej en:2010 FIFA World Cup qualification (Inter-confederation Playoffs).

### CONCACAF 4. mesto: CONMEBOL 5. mesto
Četro uvrščena ekipa v CONCACAF Kostarika je igrala tekmi proti peto uvrščeni ekipi v kvalifikacijah CONMEBOL Urugvaju. Urugvaj je s skupnim izidom premgal Kostariko in se uvrstil na Svetovno prvenstvo v nogometu 2010.
| Ekipa 1   | Skupni rezultat | Ekipa 2 | 1. tekma | 2. tekma |
| --------- | --------------- | ------- | -------- | -------- |
| Kostarika | 1–2             | Urugvaj | 0–1      | 1–1      |

### AFC 5. mesto: OFC zmagovalec
Zmagovalec OFC turnirja Nova Zelandija je igral tekmi proti peto uvrščeni ekipi AFC, Bahrajnu.
| Ekipa 1 | Skupni rezultat | Ekipa 2        | 1. tekma | 2. tekma |
| ------- | --------------- | -------------- | -------- | -------- |
| Bahrajn | 0–1             | Nova Zelandija | 0–0      | 0–1      |

## Najboljši strelci
12 goals
- Wayne Rooney

10 goals
- Humberto Suazo
- Theofanis Gekas

9 goals
- Edin Džeko
- Luís Fabiano
- Samuel Eto'o
- Seule Soromon
- Osea Vakatalesau
- Moumouni Dagano

8 goals
- Razak Omotoyossi
- Joaquín Botero
- Frédéric Kanouté
- Shane Smeltz
- Rudis Corrales
- Sarayoot Chaikamdee
- Maksim Shatskikh